# Carmelina Sánchez-Cutillas i Martínez
Carmelina Sánchez-Cutillas i Martínez   (Madrid, 23 de juny de 1921 - València, 22 de febrer de 2009) fou una historiadora, novel·lista i poeta valenciana.

## Biografia
Carmelina Sánchez-Cutillas va nàixer a Madrid el 23 de juny de 1921, tot i que la data real no s'ha descobert fins al 2021. Després d’una curta etapa a Barcelona, la seua família es va traslladar definitivament a la ciutat de València. Va passar la seua infantesa a Altea, on va viure sota la influència del seu avi, l'historiador alteà Francesc Martínez i Martínez, qui tingué una gran influència en la seua vida com a escriptora i en el seu amor als llibres d’història. Aquesta circumstància incideix, de fet, en la seua posterior activitat intel·lectual. Va cursar els estudis de Filosofia i Lletres a la Universitat de València i més tard entrà a col·laborar en el diari Levante, on s'ocupà de les pàgines culturals i escriví articles de tema històric i literari, de fet estigué col·laborant assíduament en el suplement «València» d'aquest diari amb Beatriu Civera entre 1954 i 1970. Aquesta no va ser una activitat aïllada, ja que, junt amb aquests articles, Carmelina Sánchez-Cutillas va publicar diversos estudis sobre història i literatura medieval, tant en castellà com en català, com ara Don Jaime el Conquistador en Alicante (1957), Lletres closes de Pere el Cerimoniós endreçades al Consell de València (1967) o Jaume Gassull, poeta satíric valencià del s. XV (1971).
Com a escriptora de creació, Sánchez-Cutillas va conrear principalment la poesia i és una de les figures que conformen la generació poètica dels cinquanta, o de la postguerra, junt amb Valls, Matilde Llòria, Maria Ibars, Vicent Andrés Estellés o Maria Beneyto, entre d'altres. Així mateix, també és autora de la novel·la Matèria de Bretanya (1976), obra guardonada amb el premi Andròmina l'any 1975 i d’extraordinària acceptació entre el públic lector. A més, és autora de dues narracions El llamp i la sageta dels records i A la reverent e honrada Sor Francina de Bellpuig, monja professa al convent de la Puritat cara cosina nostra (1981), en què Carmelina empra el parany historiogràfic per fer-se passar com a transcriptora d’un text medieval de Sor Isabel de Villena.
En Matèria de Bretanya reflexiona sobre el passat, sobre els records i la mitologia. És aquesta temàtica la que es veu desenvolupada en el seu poemari més ambiciós, Els jeroglífics i la pedra de Rosetta (1976), on són constants les referències al bagatge mitològic i llegendari de diverses cultures. Abans, però, en plena dècada dels seixanta, va publicar uns altres dos poemaris d’estètica realista (sobretot el primer): Un món rebel (1964) i Conjugació en primera persona (1969). La seua producció no acabà amb aquestes obres. El 1980 va publicar el seu darrer poemari Llibre d'Amic e Amada, més proper a l'estètica del poemari de 1969 que a Els jeroglífics. Finalment, l’any 1997 va ser editada de forma íntegra l'Obra poètica de Carmelina Sánchez Cutillas, que arreplega el conjunt de les seues composicions.
Va morir als 87 anys, el 21 de febrer de 2009 a la ciutat de València. En 2011, la seua biblioteca i arxiu van ser donats a la Biblioteca Valenciana Nicolau Primitiu.

### Periodisme
Les primeres obres publicades per Carmelina Sánchez-Cutillas es fan en el semanal del diari Levante.
Una de les facetes més cultivada per Carmelina fou la de les col·laboracions en revistes com ara Assumpta, Sicania, València Cultural, Pensat i Fet, l’Altar de Russafa, l’Altar del Mercat, Mare de Dèu de Concentaina, i fonamentalment al suplement «València» del Diari Levante.

### Poesia
L'Obra poètica de Carmelina Sánchez-Cutillas inclou Un món rebel, Conjugació en primera persona, Els jeroglífics i la pedra de Rosetta, Llibre d'Amic e Amada i Dos poemes solts.
Els primers dos poemaris els va publicar per compte propi a la dècada del 1960, en ple desenvolupament del realisme social, amb pròlegs de Francesc Almela i Vives i Vicent Andrés i Estellés. S'han relacionat aquestes obres amb l'obra d'Esteller, Miquel Martí i Pol o Joan Salvat Papasseit. Els jeroglífics i la pedra de Rosetta és considerat el millor poemari de l'escriptora, malgrat la seva dificultat hermenèutica i un dels millors de la recerca formal i estètica del País Valencià a la dècada del 1970. El Llibre d'Amic e Amada és el darrer llibre de versos publicat de Sánchez-Cutillas, que connecta amb els poemaris dels anys seixanta temàticament i estilística.
Els seus primers poemaris els escrigué en castellà i foren: Virazón y Terral, i Versos para un río muerto, que no tingueren cap relleu. En general la seua poesia tingué poca importància literària, excepte entre amics i alguns amics. De fet, els seus poemes tingueren reconeixement abans per la Universitat de Kentucky, la qual premià Un món rebel., convertint-se en la primera institució en atorgar-li un premi. Aquesta obra quedà finalista del Premi València de Poesia de la Diputació de València, l’any 1964. A Espanya, tant Un món rebel com Conjugació en primera persona hagueren de ser publicats per la mateixa Carmelina.
Llibre d'Amic e Amada va rebre una subvenció de l’Ajuntament de València l’any 1980 per publicar-lo. Escrigué codolades, composicions en versos octosil·labs de caràcter humorístic i satíric. També fou guardonada en “els Jocs Florals de Lo Rat Penat.

### Historiadora

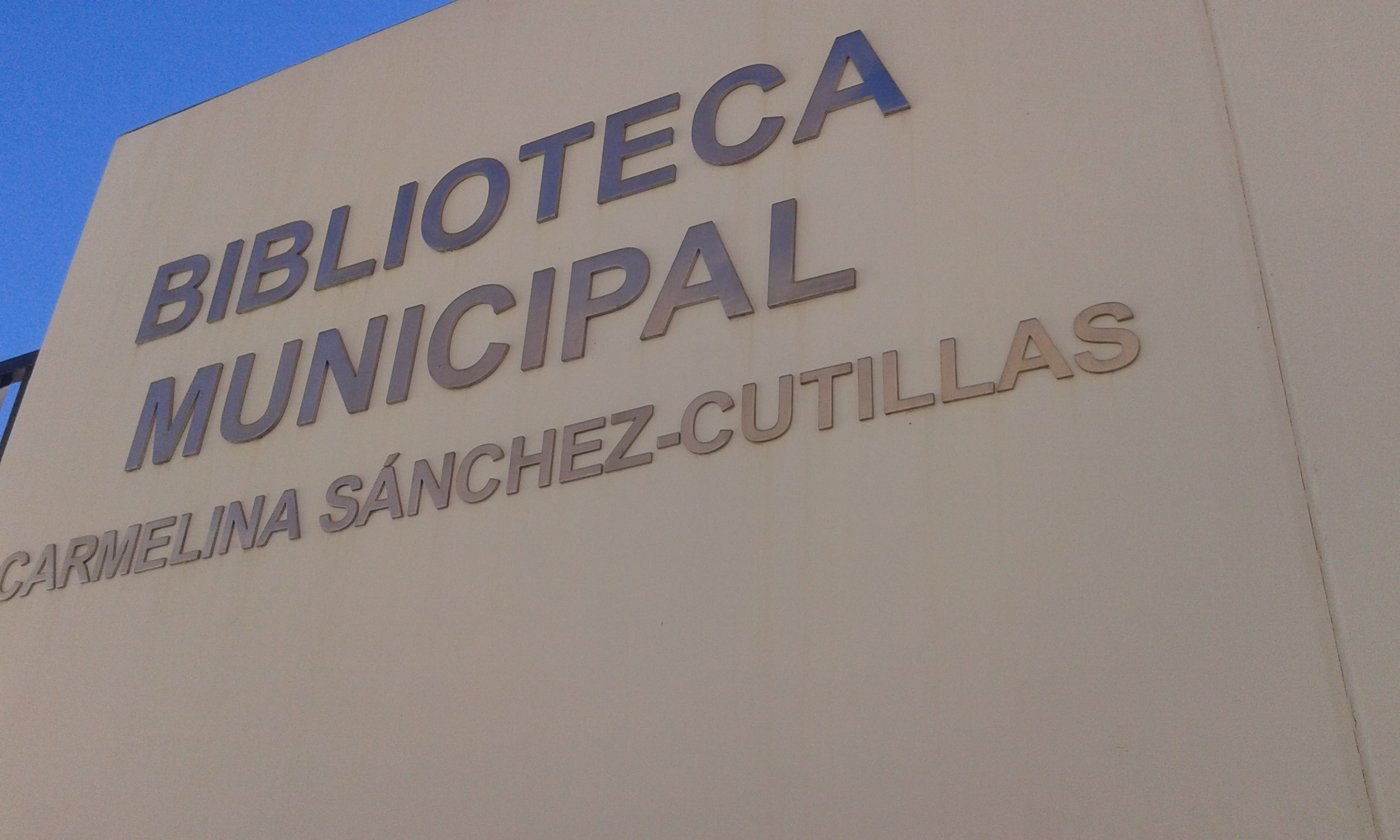
Biblioteca Carmelina Sánchez-Cutillas a Benicalap (València)

Els treballs d’investigació històrica són els que més rellevància i major èxit tingueren; de fet aquests reben assíduament premis, per exemple en concursos convocats per Lo Rat Penat. Cal destacar el seu treball sobre la guerra d’Aragó i Castella entre els dos Peres, el qual fou guardonat en els Jocs Florals de Lo Rat Penat i més tard publicat per l'editorial Dalmau de Barcelona en versió catalana, ja que el treball l'escrigué en castellà.
En 1957 l’Institut d’Estudis Alacantins publicà un dels seus treballs premiats, Don Jaime El Conquistador en Alicante i es convertí en el primer llibre publicat de Carmelina Sánchez-Cutillas. Com a historiadora escrigué sobre Jaume I (biografia que fou premiada en el Jocs Florals de Lo Rat Penat de 1955), Sor Isabel de Villena, les dones de l’Edat Mitjana, la literatura del Segle d’Or Valencià, Sant Vicent Ferrer, o l'origen del teatre.
Treballà durant quasi 30 anys en investigació històrica, i publicà dos llibres d’història, cinc ponències per a congressos (amb nombroses publicacions i ponències en congressos científics internacionals, com ara el Congreso Luso-español de Historia Medieval (Oporto, juny 1968), el IX Congresso di Storia Della Corona d’Aragona (Nàpols, abril 1973) o els congressos Historia de Aragón, VIII (València, 1967) i X (Saragossa, 1976)), i més d’un centenar d’articles en diversos mitjans, i rebé una desena de premis per treballs presentats als Jocs Florals de lo Rat Penat, com ara D. Jaime y el Puig de Santa María, premiat per la Diputació de València, en 1956 o Lletres closes de Pere el Cerimoniós, que és el segon llibre guardonat als Jocs Florals de lo Rat Penat i publicat al 67 per l'editorial Barcino, en versió catalana.
També reberen premis als Jocs Florals de lo Rat Penat els treballs sobre hagiografia titulats Monografía histórica del Real Monasterio del Puig, Monografía de la Cueva Santa de Altura, i Mariología de la Provincia de Alicante. També investigà i publicà sobre la nostra literatura medieval, en aquest camp estigué interesada per l'escola satírica valenciana, amb títols com Jaume Gassull, poeta satíric valencià del segle xv. L'estil, vocables dubtosos i castellanismes (1971). Tots aquest treballs formen part del llegat de l’autora que conserva la Biblioteca Valenciana Nicolau Primitiu, del que forma part també una abundant documentació i esborranys de més textos sobre Gassull (especialment, la Brama dels llauradors de l’horta de València contra lo venerable mossén Fenollar i Lo somni de Joan Joan, Bonifaci Ferrer i la Bíblia Valenciana, Violant d’Hongria, Bernat Fenollar i Lo procés de les olives, sant Vicent Ferrer (de qui publica l’article titulat «Sant Vicent Ferrer, un sant feminista»), Joan Timoneda, Joanot Martorell («Remembrança de Tirant lo Blanch», Levante, 1969), etc.

### Narrativa
Com a novel·lista escrigué un dels seus primers llibres, de fet en castellà: Sobre estas tierras, novel·la costumbrista. Però sense dubte el llibre que més rellevància literària li proporcionà fou Matèria de Bretanya.

## Obres

### Poesia
- 1964 Un món rebel. València: Successor de Vives Mora.[29][2]
- 1969 Conjugació en primera persona. [pròleg de Vicent Andrés Estellés]. València: Successor de Vives Mora.[29][2]
- 1976 Els jeroglífics i la pedra de Rosetta. València: Editorial Tres i Quatre.[29][2]
- 1980 Llibre d'Amic e Amada. València: Fernando Torres.[29][2]

### Antologies de la seva obra poètica
- 1997 Obra poètica (1970-1980). València: Generalitat valenciana.
- 2000 Trenta poemes. Antologia bilingüe, editada i traduïda al castellà per Lluís Alpera. Alacant: Institut Juan Gil-Albert.

### Antologada com a poeta
- Les cinc branques (poesia femenina catalana). Compilat i ordenat per Esteve Albert i Corp, Roser Matheu i Sadó, Octavi Saltor, Antoni Sala-Cornadó i M. Assumpció Torras. Esteve Albert i Corp, Engordany, Andorra / Barcelona, 1975. (ISBN 8440084072), (ISBN  978-8440084071)
- Eròtiques i despentinades. Un recorregut de cent anys per la poesia catalana amb veu de dona. Tria i introducció a càrrec d'Encarna Sant-Celoni i Verger, pròleg de Lluïsa Julià, amb il·lustracions de Maria Montes. Arola Editors, Tarragona, 2008. (ISBN 978-84-92408-04-7).
- etc.

### Narrativa
- 1975 Matèria de Bretanya. València: Editorial Tres i Quatre.
- 1979 El llamp i la sageta dels records.[30] Este conte va ser publicat en el primer número de la revista L'Espill.[30]
- 1981 «A la reverent e honrada Sor Francina de Bellpuig, monja professa al convent de la Puritat e cara cosina nostra». Cairell, núm. 7. [Carta apòcrifa de Sor Isabel de Villena (València, 1430-1490) a una tal «Sor Francina de Bellpuig»].[30][31]

### Assaig, literatura científica
Entre els assaigs que va fer Sánchez-Cutillas hi figuren ponències i escrits d'història medieval i crítica literària. Algunes d'aquests obres són:
Llibres (estudis i biografies)
- 1957 Don Jaime el Conquistador en Alicante (en castellà).
- 1967 Lletres closes de Pere el Cerimoniós endreçades al Consell de València. Barcelona: Rafael Dalmau, 1967.[32]
- 1969 Notas sobre la estancia del infante don Pedro de Portugal en la corte del rey don Jaime I de Aragón. (en castellà)
- 1970 La fàbrica vella, dita de murs i valls. Presentat al VIII Congrés d’Història de la Corona d’Aragó (1969) i publicat com a llibre.[32]
- 1974 Francisco Martínez y Martínez. Un humanista alteano (1866-1946), biografia del seu avi.
- etc.

Articles i ponències
- «Sant Vicent Ferrer, un sant feminista»
- 1969 «Remembrança de Tirant lo Blanch», Levante.
- 1971 «Jaume Gassull, poeta satíric valencià del segle xv. L'estil, vocables dubtosos i castellanismes». Ponència al I Congrés d'Història del País Valencià.[32]

## Premis i reconeixements
El 31 de març de l'any 2000, als salons de l'Olympia d'Alboraia, Carmelina Sánchez-Cutillas va rebre el premi Sor Isabel de Villena del Club de Subscriptors del Periòdic Independent d'Alboraia. Durant l'acte Carme Miquel va glossar la figura de la donatjada amb un emotiu i sororal discurs, i la cantactriu i poeta Montse Anfruns en va llegir uns quants poemes.
L'any 2008 fou distingida "Valenciana de l'any 2008" per la Fundació Huguet i fou sòcia d'honor de l'AELC (Associació d'Escriptors en Llengua Catalana).
Arreu de la geografia valenciana hi ha diversos carrers i edificis que porten el seu nom. Entre altres, l'any 2010 es va inaugurar una plaça amb el seu nom a Altea i el 2011, dos anys després de la seua mort, s'inaugurà a Benicalap (València) una biblioteca amb el seu nom. Així mateix, el 2017 les Corts Valencianes van realitzar un acte en homenatge coincidint amb el Dia de les Escriptores, amb la presència del president de les Corts Valencianes, Enric Morera, el president de la Generalitat Valenciana, Ximo Puig, i l'exministra de Cultura Carmen Alborch.
L'any 2017 es convocaren per primera volta els "Premis Altea de Literatura i Investigació", que combinen diverses modalitats , com ara narrativa i assaig, en valencià, dintre dels quals hi ha una secció, el Premi d’Assaig i Investigació Francesc Martínez i Martínez, en honor de l'avi de l'escriptora, i una altra secció, el Premi Carmelina Sánchez-Cutillas de Novel·la i Prosa Creativa, dedicat a l'autora d'Altea.
L'any 2020, durant els actes de la setmana de la dona, l'Ajuntament de Massalfassar va inaugurar la Sala Carmelina Sánchez-Cutillas, en honor de Carmelina. Va ser nomenada Escriptora de l'Any 2020 per l'Acadèmia Valenciana de la Llengua. El nomenament es va ampliar també a l'any 2021 per motiu de l'ajornament de les activitats al 2020 per causa de la crisi de la COVID-19. L'any 2021 Almassora li dedicà una plaça.